# 喀什地区
喀什地区（維吾爾語：قەشقەر ۋىلايىتى‎，拉丁维文：Qeshqer Wilayiti）是中华人民共和国新疆维吾尔自治区下辖的地區，位于新疆西部。全区总面积162,000平方公里。常住人口约451万人，地區行政公署駐喀什市解放北路46號。

## 歷史
| 年                 | 城市名                      | 政權           | 註釋     |
| ------------------ | --------------------------- | -------------- | -------- |
| ≈ 前2世紀          | 疏勒                        | 疏勒国         | [ 註 1 ] |
| ≈ 前177            | 匈奴                        |                |          |
| 前60               | 西汉                        |                |          |
| 1世紀              | 匈奴、月氏                  |                |          |
| 74                 | 東漢                        | [ 註 2 ]       |          |
| 107                | 北匈奴                      | :23            |          |
| 127                | 東漢                        | :23            |          |
| 150                | 貴霜帝國                    | :23            |          |
| 323                | 龟兹、柔然                  |                |          |
| 384                | 前秦                        |                |          |
| ≈450               | 嚈噠                        | :30            |          |
| 492                | 鐵勒                        | [ 2 ]          |          |
| ≈504               | 嚈噠                        | [ 2 ]          |          |
| ≈552               | 突厥汗國                    | :30            |          |
| ≈581               | 西突厥汗國                  | [ 2 ]          |          |
| 648                | 唐帝國                      | [ 2 ]          |          |
| 651                | 西突厥汗國                  | [ 2 ]          |          |
| 657                | 唐帝國                      |                |          |
| 670                | 吐蕃帝國                    | [ 2 ]          |          |
| 679                | 唐帝國                      | [ 2 ]          |          |
| 686                | 吐蕃帝國                    | [ 2 ]          |          |
| 692                | 唐帝國                      | [ 2 ]          |          |
| 790                | 吐蕃帝國                    | [ 2 ]          |          |
| 791                | 回鹘汗国 葛逻禄熾俟部       | [ 2 ]          |          |
| 840                | 喀什噶爾                    | 喀喇汗国       |          |
| 893                |                             |                |          |
| 1041               | 東喀喇汗國                  |                |          |
| 1134               | 西辽 （喀喇契丹）           |                |          |
| 1215               |                             |                |          |
| 1218               | 蒙古帝国                    | [ 2 ]          |          |
| 1266               | 东察合台汗国 （蒙兀兒斯坦） |                |          |
| 1348               | 東察合台汗國 （蒙兀兒斯坦） | [ 2 ]          |          |
| 1387               |                             | [ 2 ]          |          |
| 1392               | 准噶尔汗国                  |                |          |
| 1432               | 察合台汗國                  |                |          |
| 1466               | 杜格拉特                    |                |          |
| 1514               | 葉爾羌汗國                  | [ 2 ]          |          |
| 1697               | 准噶尔汗国                  |                |          |
| 1759               | 清帝國                      | [ 2 ]          |          |
| 1865               | 哲德沙尔汗国                | [ 2 ]          |          |
| 1877               | 清帝國                      | [ 2 ]          |          |
| 1913               | 中華民國                    |                |          |
| 1933               | 東突厥斯坦 第一共和         |                |          |
| 1934               | 中華民國                    |                |          |
| 1949               | 喀什                        | 中華人民共和國 |          |
| 為獨立政治體首都。 |                             |                |          |

### 前佛教時代
喀什古稱疏勒，公元前2世紀的疏勒是疏勒國的國都，為塔里木盆地周邊印歐語系古吐火羅語部族的居住地。
最早關於疏勒的記載出現於漢朝的漢文文獻中。疏勒是絲路在塔里木盆地北路的要衝，通往中亞大月氏、大宛、康居的要道，是東西溝通的樞紐。當地居民可能信奉祆教。
前177年左右，疏勒受大月氏擴張壓迫，被迫投靠強盛的匈奴，為其三十六屬國之一。前128年，西漢張騫出使西域，之後經過反覆爭奪，前60年，疏勒被納入西漢勢力範圍，受西域都護府節制。西漢末年，漢帝國內亂，勢力消退，疏勒再次成為匈奴、大月氏、莎車等勢力爭奪的戰場。《漢書‧西域傳》記載：「王治疏勒城，去長安九千三百五十里。戶千五百一十，口萬八千六百四十七，勝兵二千人。」到了《後漢書》中已經是「疏勒國，去長史所居五千里，去洛陽萬三百里。領戶二萬一千，勝兵三萬餘人」。
西元73年（永平十六年），龜兹王建攻殺疏勒王成，扶植龜兹左侯兜題成為疏勒王。入冬後，東漢派班超綁架兜題，立疏勒王成的姪子忠為疏勒王。此後班超長期以疏勒作根據地，與北匈奴爭奪對西域的控制權。西元86年，疏勒王忠被莎車收買，背叛東漢，被班超發現後斬殺。

### 佛教時代

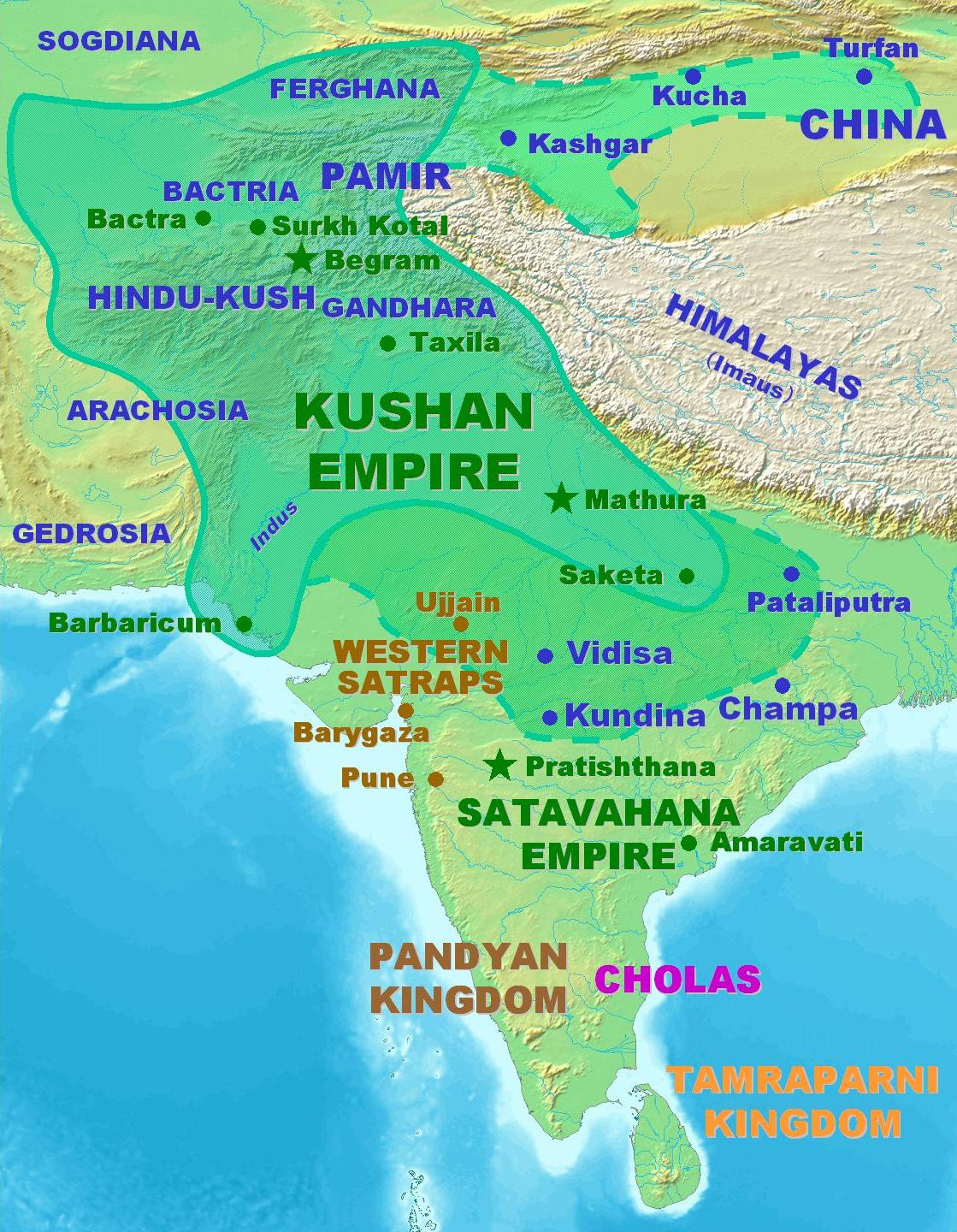
迦膩色伽一世時的貴霜帝國疆域，疏勒位於貴霜統治之下

西元150年左右，疏勒從屬於大月氏部族建立的貴霜帝國，當時貴霜君主為迦膩色伽一世，史稱「迦膩色伽大帝」，其治下為貴霜帝國的全盛時期。疏勒跟隨貴霜，以佛教為國教。得到奧援的疏勒國力強盛，稱霸塔里木盆地南部。到西元220年，疏勒已征服楨中、莎車、竭石、佉沙、西夜和依耐等城邦。
3世紀末，疏勒接連發生宮廷鬥爭，疏勒王連相殺害，內亂不斷。323年，疏勒被龜茲征服，成為附庸。
5世紀時，疏勒一度從屬於東來的柔然。6世紀初，月氏的後裔嚈噠（Hephthalite）帝國趁柔然衰敗之機，東進塔里木盆地，疏勒也被嚈噠征服。嚈噠於大漠南北與北魏爭雄，並與柔然結盟，廣泛活動於阿爾泰山脈以西，疏勒由於地理位置，仍頗受重視。
558～567年間，波斯薩珊王朝和中亞新興的遊牧者古突厥聯盟，在布哈拉之戰夾殺嚈噠帝國，兩國戰勝後瓜分了嚈噠的領地與附庸國，疏勒國被納入西突厥的勢力範圍。突厥人因為疏勒當地玉石貿易發達，將當地命名為「喀什噶爾」（Khasagar），即「玉城」之意。據托勒密著作，斯基泰人（可能就是漢文記錄中的塞種）來自喜馬拉雅山（Imaus）彼方的「Kasia Regio」，此詞可能與「喀什」有關。
648年起，疏勒開始接受唐帝國安西都護府的保護，唐在疏勒設立疏勒都督府，疏勒成為安西四鎮之一。651年，疏勒一度被納入西突厥阿史那賀魯的勢力範圍，但在657年，唐帝國擊潰西突厥，再次奪得疏勒。此時疏勒國仍受惠於貿易，玄奘法師記載此處為佛教弘盛之國。
663年，唐朝開始與吐蕃的勢力競逐。670年的大非川之戰中，唐軍全軍覆沒，疏勒國的宗主權易手，從此疏勒輪流從屬於雙方，直到692年，唐帝國最終控制了疏勒國。
711年，阿拉伯帝國倭馬亞王朝（白衣大食）大幅進攻河中地區，傳說由屈底波·本·穆斯林領軍，一路攻打至疏勒，但從疏勒演變成喀什噶爾的伊斯蘭化過程還要再兩百年才會發生。
751年，阿拔斯王朝在怛羅斯戰役擊潰唐朝安西都護府的軍隊，安西都護府全軍回遷漢地，疏勒國轉而成為吐蕃和回鶻汗國爭奪的對象，最終由葛邏祿部族的熾俟部領有，該部是突厥的一支，其語言發展至今，成為維吾爾語。
九世紀初，蒙古高原上的突厥勢力被吉爾吉斯人重擊，回鶻西遷，成為天山以南的大宗勢力，回鶻在此與突厥混血，文化、語言突厥化（葛邏祿化），建立了喀喇汗國。840年，疏勒被喀喇汗國吞併，改用突厥語名稱喀什噶爾作為通名。根據十世紀波斯地理書《世界境域志》記載，九世紀喀什噶爾的首長出身葛邏祿或樣磨。893年，喀喇汗國遷都喀什噶爾，但不久又遷往八剌沙袞。

### 伊斯蘭時代
915年，喀喇汗薩圖克·博格拉汗皈依伊斯蘭教，喀什噶爾逐漸伊斯蘭化。960年，伊斯蘭教成為喀喇汗國國教，這使喀喇汗國成為最早的突厥系伊斯蘭國家。之後，喀喇汗與信仰佛教的于闐長年戰爭，于闐在970年一度奪下喀什噶爾，在與北宋的通信中曾透露可致贈喀什噶爾的大象。最終，喀喇汗國的優素福‧卡迪耳汗（Yusuf Qadir-Khan）在1006年征服于闐。
1017年，契丹軍隊西征，引起喀喇汗國內亂，1041年，喀喇汗國分裂成東西兩部，喀什噶爾成為東喀喇汗國（哈侖系）首都。西喀喇汗國在1089年亡於塞爾柱土耳其，東喀喇汗國則多存活了40多年。
1134年，西遼征服塔里木盆地，東喀喇汗國臣屬於西遼，喀什噶爾也連帶進入西遼的影響之下。西遼大多採取宗教寬容政策，直到1211年，乃蠻屈出律篡奪西遼帝位，釋放之前起兵反抗被俘的東喀喇汗穆罕默德三世，將其送回喀什噶爾，但穆罕默德三世不受當地貴族的歡迎，入城時被刺死於城門洞中，東喀喇汗國宣告滅亡。喀什噶爾不肯歸附屈出律，屈出律每逢秋收時節派兵燒毀農作物。三、四年後，喀什噶爾因為饑荒只好歸順。
屈出律原本信奉景教，後在其妻渾忽公主的勸說下改信佛教。喀什噶爾的穆斯林與基督徒被強迫改宗佛教，遭到宗教迫害。1218年，成吉思汗派哲別率軍攻打西遼，哲別進入喀什噶爾後宣布宗教自由，西遼屈出律政府慘遭喀什噶爾人民報復，被蒙古消滅。

### 蒙古時代

阿帕克和卓之墓

1225年，喀什噶爾成為中亞察合台汗國的陪都，在阿里不哥和忽必烈爭奪汗位的戰爭中遭到毀滅性的打擊。在1273-1274年間，馬可波羅曾造訪該城，在著作中記載其為「Cascar」，城中有不少景教（聶斯脫里派）教會。
1306年，察合台汗國分裂，喀什噶爾成為東察合台汗國（蒙兀兒）首都。1353年，東察合台汗禿忽魯帖木兒皈依伊斯蘭，伊斯蘭在喀什噶爾的地位再次上升。1387年，東察合台汗國往北遷都伊犁。1389年，帖木兒起兵，三年後，喀什噶爾被帖木爾帝國攻下，直到1432年才被東察合台汗國收復。1466年後，喀什噶爾陷入長期戰亂，成為杜格拉特氏族屬地。1514年， 薩亦德打敗了杜格拉特部埃米爾阿布·巴克爾，建立了葉爾羌汗國，喀什噶爾成為他遷都葉爾羌（今莎車）前的首都。
1680年，喀什噶爾的伊斯蘭教白山派領袖阿派克和卓引導蒙古準噶爾汗噶爾丹進軍葉爾羌，葉爾羌汗國成為附屬於準噶爾的傀儡政權。策妄阿拉布坦繼任準噶爾汗後，將天山以南置於準噶爾汗國的直接統治之下。

### 大清帝國

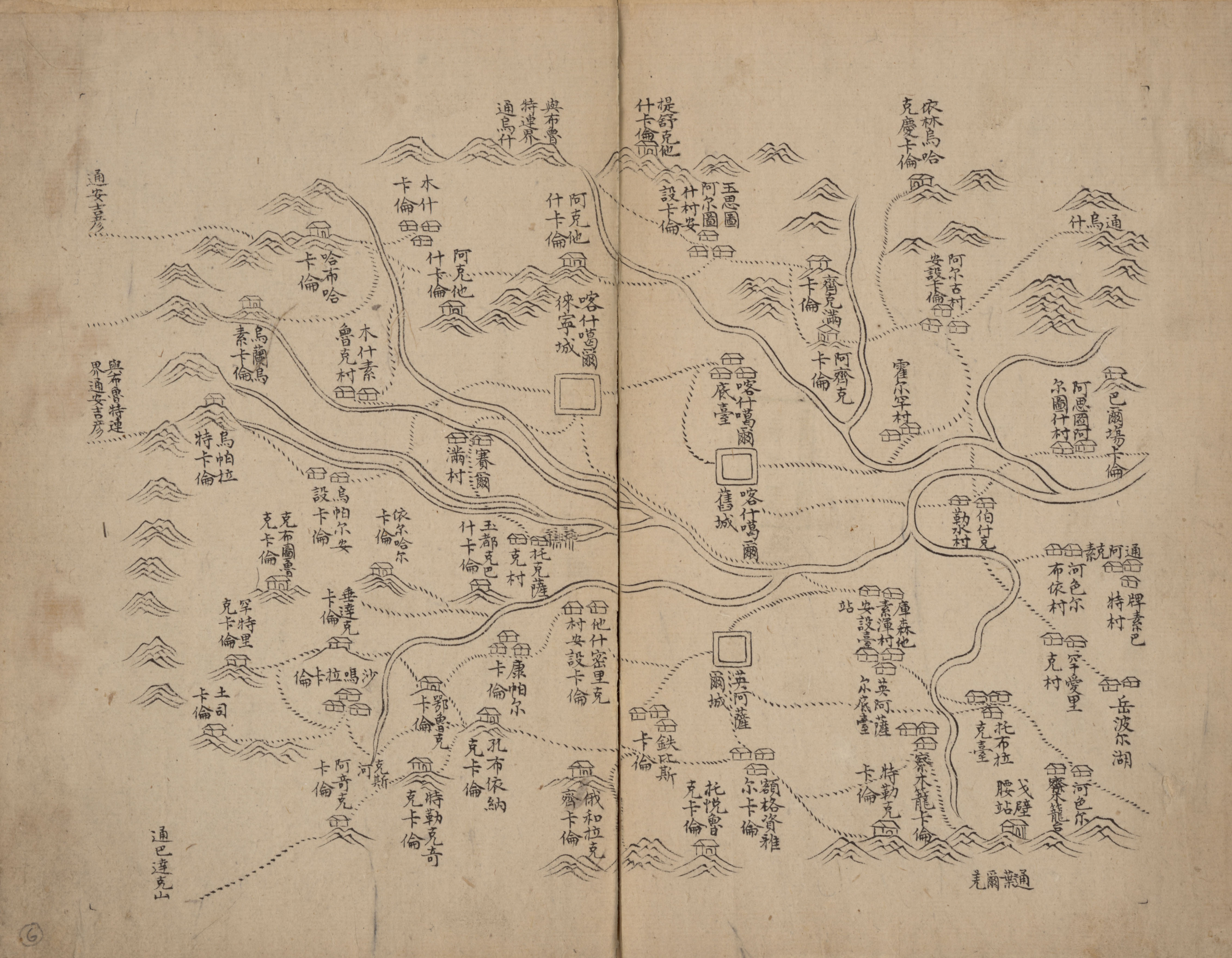
1759年左右的喀什噶爾

1757年，清朝擊敗阿睦爾撒納，毀滅準噶爾汗國。定北將軍班第釋放了被蒙古人囚禁在伊犁的阿派克和卓曾孫波羅尼都和霍集占。不久二人發動叛亂，史稱大小和卓之亂。1759年，征服回疆的清軍進駐喀什噶爾，並在當地派駐了總理回疆事務參贊大臣，管理新疆回部的軍政要務。
謠傳清軍將由喀什噶爾進軍河中地區，直抵撒馬爾罕，河中的軍政首領求助於阿富汗國父「珍珠汗」愛哈默特沙。由於清軍始終沒有攻打撒馬爾罕，愛哈默特沙從浩罕撤軍，並派遣使節前往北京討論和卓的地位，但由於阿富汗與錫克人戰事頻仍，喀什噶爾最終並沒有成為愛哈默特沙的關注重點。
1826年（道光六年），和卓張格爾在浩罕支持下發起白山派民變，先後攻占喀什噶爾、英吉沙爾（今英吉沙）、葉爾羌、和闐（今和田）四城，喀什噶爾參贊大臣慶祥戰死。但隔年三月喀什噶爾就被伊犁將軍長齡率領清軍奪回，爾後張格爾也被清軍擊敗。

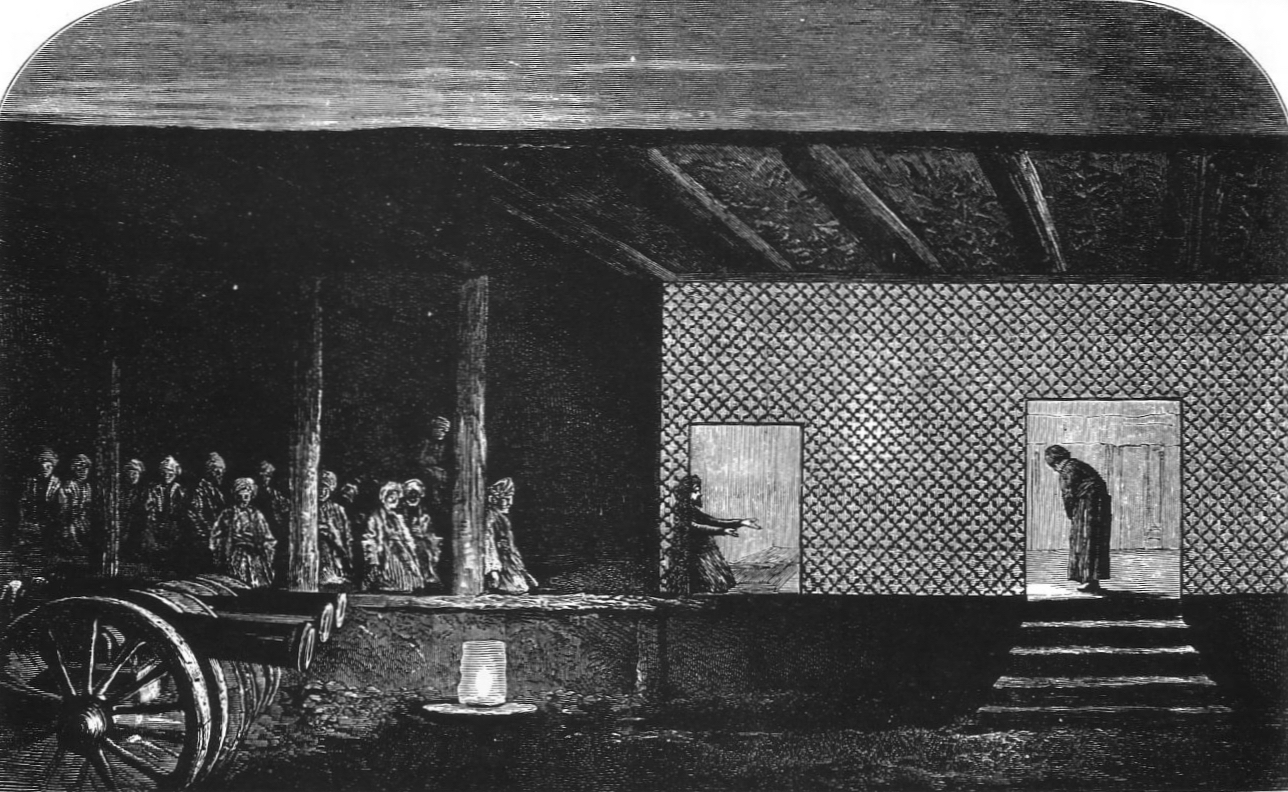
1868年，夜訪哲德沙爾汗阿古柏

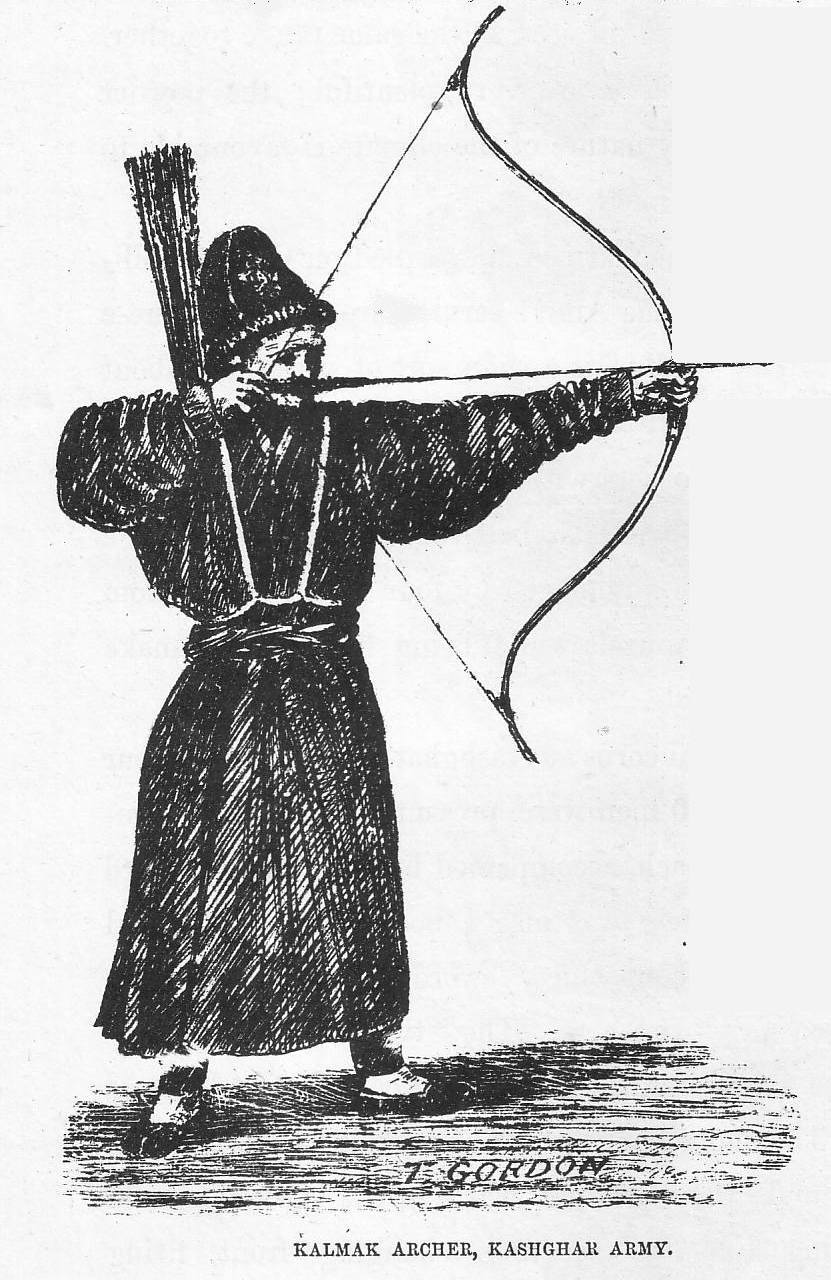
哲德沙爾軍中的卡爾梅克人弓箭手

白山派民變後，喀什噶爾進入一段相對平靜的時期，直到1847年（道光二十七年）的七和卓之亂。1857年，倭里罕攻陷喀什噶爾回城，大肆屠殺「異教徒」和「叛教者」，以堆積人頭塔而臭名昭著，不久後進攻喀什噶爾漢城未果。兩次戰事為期均為三個多月，造成嚴重傷亡。在1864年（同治三年）同治新疆回亂時，阿古柏以喀什噶爾為根據地，建立哲德沙爾汗國，哲德沙爾意為「七城」，指喀什噶爾、和闐、葉爾羌、揚吉沙赫、阿克蘇、庫車與庫爾勒。清國為此發生海防與塞防之爭，最後決定在1872年派出左宗棠攻打阿古柏。1877年，哲德沙爾汗國被清軍所滅，喀什噶爾回到大清帝國治下。

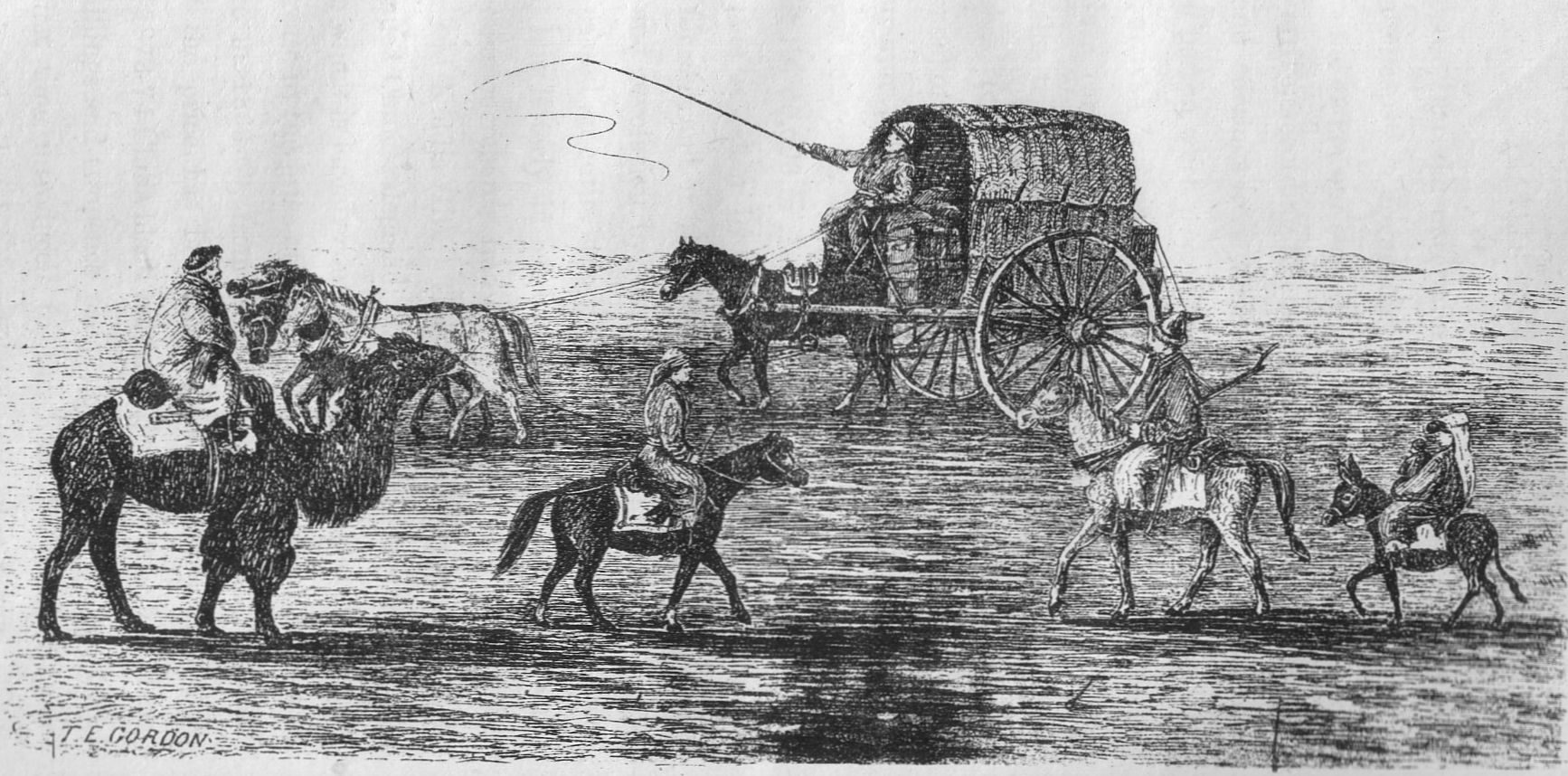
1870年代的喀什噶爾路邊一景

新疆歷史上曾有異族通婚盛行的時代，在阿古柏統治結束後，有部分維吾爾婦女嫁給漢人。維吾爾族也相信某些族人因歷史通婚而具有漢族血統，例如吐魯番的族人
儘管伊斯蘭法禁止穆斯林婦女與非穆斯林結婚，但從1880年到1949年間，維吾爾族婦女常常與漢人通婚，而伊斯蘭墓地禁止收葬這種維吾爾女性，維吾爾婦女通過捐贈或在其他城鎮購買墳地解決這個問題。除了漢人，也有印度教徒、亞美尼亞人、猶太人、俄羅斯人和巴達克山帕米爾人（中國識別為塔吉克族）與當地維吾爾婦女通婚的案例:84。儘管不合伊斯蘭法，喀什噶爾社會還是接受了維吾爾婦女和漢人男子混血的後代。
1902年1月，俄羅斯海關官員、3名哥薩克人和一名俄羅斯信使邀請喀什噶爾的維吾爾妓女參加宴會，引發了反俄騷動。當時喀什噶爾普遍存在反俄情緒，當地維吾爾民眾以保護婦女為由與俄羅斯人發生爭端。儘管喀什噶爾並不是以嚴格教法聞名的城市，但當地居民在被驅散前與俄羅斯人對峙。清政府為了阻止俄羅斯人有藉口入侵，只好壓制住維吾爾族人:124。
喀什噶爾騷亂後，俄羅斯人向塔什庫爾干（薩雷闊勒；色勒庫爾）派兵，要求監管塔什庫爾干的郵政業務。塔什庫爾干的塔吉克族人不相信俄羅斯人只會參與郵政事務，當地人認為，俄羅斯人會從清國手中奪取整個地區，並派來更多士兵駐軍，因此俄羅斯人未能拉攏塔什庫爾干。塔什庫爾干當局要求將百姓疏散到葉爾羌，以避免俄羅斯騷擾:125。

### 近現代
- 民國二年（1913年），設喀什噶尔道，管辖疏附、伽师、叶城、皮山、于阗、洛浦、疏勒、莎车、英吉沙、蒲犁、巴楚、和阗12县，以及陆续成立的麦盖提、乌恰、泽普、阿图什、岳普湖、墨玉6县。
- 民国九年（1920年），原隶属喀什的叶城、皮山、于阗、洛浦、和阗、墨玉6县析出，划归新成立的和阗道管辖。
- 民国十九年（1930年）废道改行政区，设喀什行政区，列为新疆第三行政区。

1933年夏季，第一次國共內戰期間，喀什噶爾爆發1933年喀什戰役。維吾爾與吉爾吉斯（柯爾克孜）聯軍由敘利亞阿拉伯人陶菲格·貝伊率領，企圖攻占回族將領馬占倉據守的喀什噶爾新城，陷入僵局。九月，陶菲格·貝伊被槍擊中腹部，因重傷而退出戰事，維吾爾首領鐵木爾伯克被斬首，他的頭被掛在長矛上，放到艾提尕爾清真寺展覽。部分漢人部隊被吸收到馬占倉的軍中，其中某些軍官穿著第36師馬占倉部隊的綠色制服；據推測，他們已經皈依了伊斯蘭教。馬占倉在新城堅守到隔年，擊退了六次和加尼牙孜麾下維吾爾部隊的攻擊，重挫維吾爾軍。
1933年11月，沙比提大毛拉、穆罕默德·伊敏在喀什噶爾成立東突厥斯坦第一共和。1934年2月6日，青海回族馬家軍第36師馬福元將軍率領回族（東干）軍隊攻打喀什噶爾的維吾爾吉爾吉斯（柯爾克孜）聯軍。5月22日，他解了喀什噶爾新城馬占倉的圍，之後為了報復東突厥對回族的克孜爾大屠殺，喀什噶爾老城有2,000 至8,000名維吾爾平民被回族軍隊殺死。3月16日，英國領事館的幾名英國公民被第36師打死打傷。4月7日，馬家軍首腦馬仲英抵達喀什噶爾，在艾提尕爾清真寺發表演講，要求維吾爾族效忠南京的中華民國政府。東突厥斯坦第一共和宣告滅亡。
- 民国三十一年（1942年），析出莎车、泽普、麦盖提3县与和阗区的叶城县合并，设立新疆第十行政区（莎车区），管辖莎车、泽普、麦盖提、叶城4县。
- 1949年：設置喀什專區，屬新疆省。
- 1952年，中华人民共和国由疏勒县析置喀什市。
- 1955年：撤銷喀什專區，轄縣劃歸南疆行政公署直轄。
- 1956年：恢復喀什專區，原屬莎車專區的莎車、澤普、葉城、麥蓋提四縣亦劃入喀什專區。
- 1971年1月11日：喀什專區改為喀什地區。

- 1981年10月31日，喀什的騷亂導致三人死亡[34][35]。

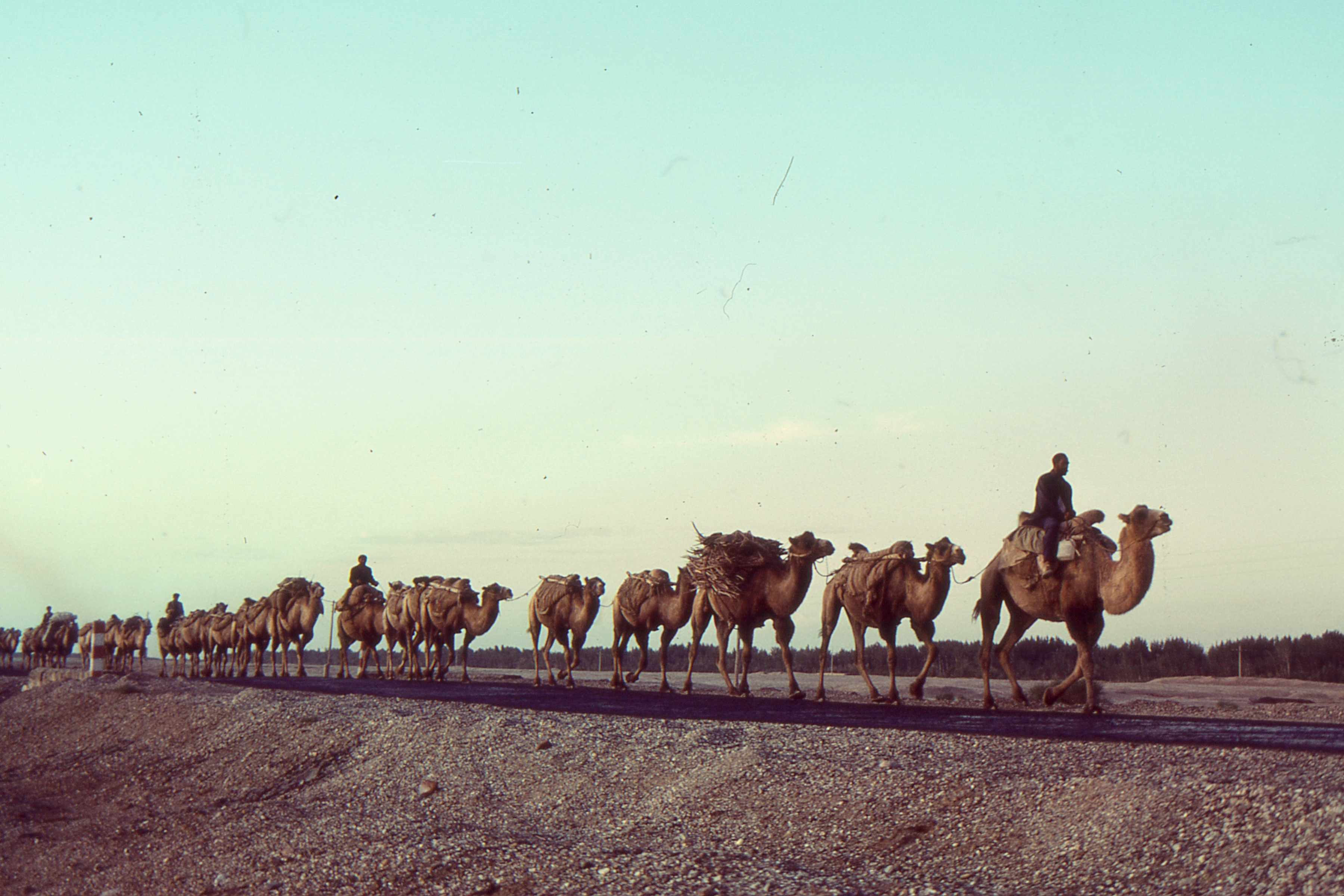
1992年，駱駝穿越絲路

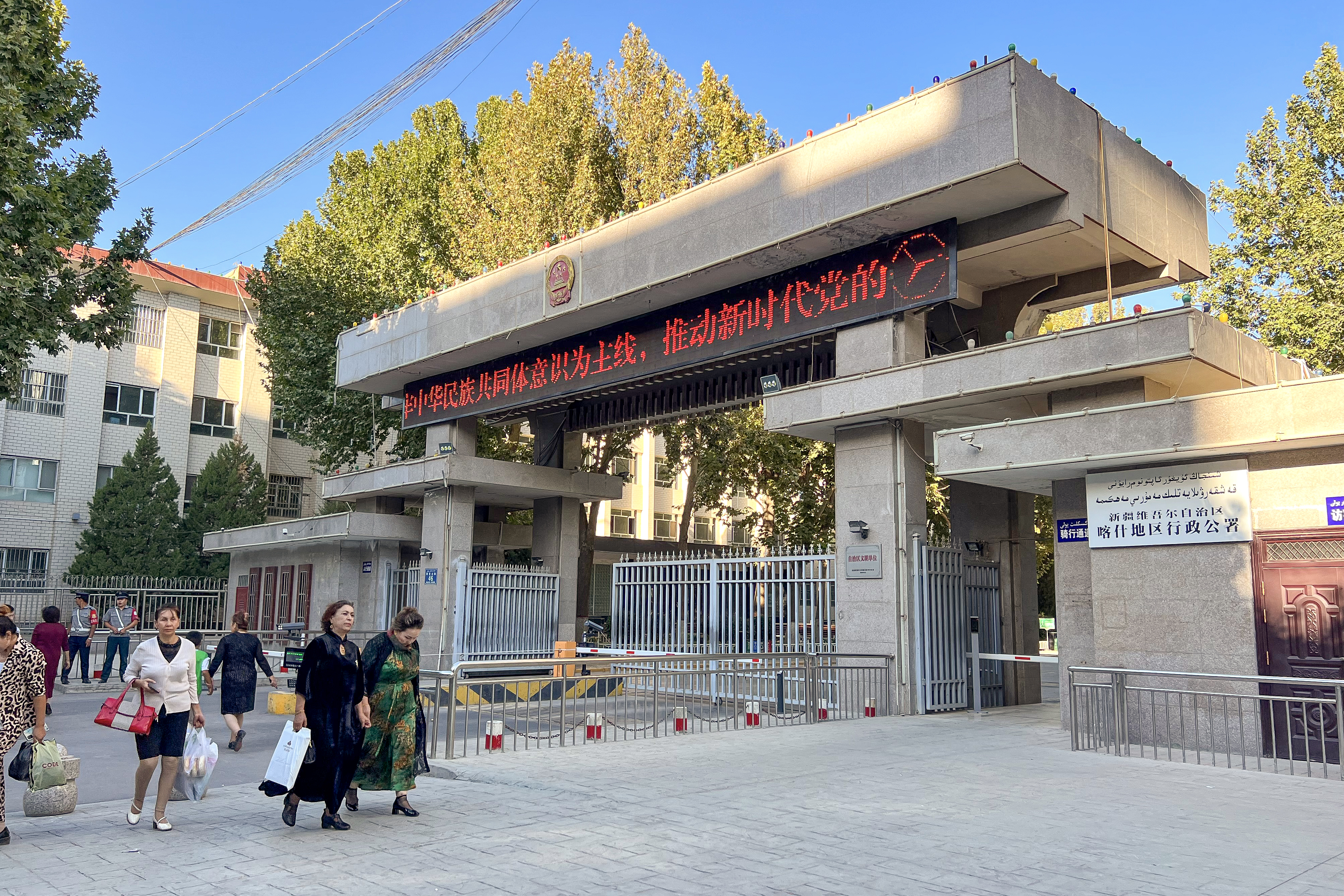
喀什地区行政公署

- 1986年喀什被定为中国国家历史文化名城。目前为喀什地区行政公署驻地。

- 2010年5月，中央新疆工作会议上正式批准喀什设立经济特区，成為中國第六個经济特区，享受产业、税收、金融、土地、外贸等特殊扶持政策[36]。

- 2008年8月4日，發生2008年喀什袭击事件，造成至少16死16伤。

- 2014年7月，艾提尕爾清真寺發生襲擊事件，大毛拉居瑪·塔伊爾遭殺害[37]。

## 地理
喀什地区地处欧亚大陆中部，中华人民共和国西北部，新疆西南部。地处在东经71.39′～79.52′、北纬35.28′～40.16′之间。西北與克孜勒蘇柯爾克孜自治州相鄰，東與阿克蘇地區相鄰，東南與和田地區相鄰，西与塔吉克斯坦、阿富汗、巴基斯坦接壤。全区总面积16.2万平方千米，东西宽约750千米，南北长535千米。喀什地区三面环山，北有天山南脉，西有帕米尔高原，南部是喀喇昆仑山，东部为塔克拉玛干大沙漠。叶尔羌河、喀什噶尔河冲积平原镶嵌其中。整个地势由西南向东北倾斜。印度洋的湿润气流难以到达，北冰洋的寒冷气流也较难穿透，造成喀什地区干旱炎热的暖温带的荒漠景观。而山区的冰雪融水给绿洲的开发创造了条件，形成喀什噶尔河和叶尔羌河两大著名绿洲。
喀什地区最高的乔戈里峰海拔8611米，最低处塔克拉玛干大沙漠海拔1100米，喀什市城区的平均海拔高度1289米。境内四季分明，光照长，气温年和日变化大，降水很少，蒸发旺盛。夏季炎热，但酷暑期短；冬无严寒，但低温期长；春夏多大风、沙暴、浮尘天气。因地形复杂、气候差异较大，大体可分为5个区：喀什平原气候区、沙漠荒漠气候区、山地丘陵气候区、帕米尔高原气候区、昆仑山气候区。喀什地区水系的源头都位于冰川、山区积雪带，随着山区水分的融冻而使各河的年内枯洪变化明显。各河都为融补型河流。全区有5大河流，另有短程河3条。喀什地区地下水的动储量约在50亿～60亿立方米（包括上层滞水）。地下水主要补给区是在洪积扇、冲积扇。各大河流在出山口后的砾质洪积物上大量渗漏，其渗漏量约占河水的30%以上，是平原区地下水径流形成的主要来源。地下水运动规模在上游扇形地上主要为补给形成区，至下游则为蒸发消耗区。
| 喀什市气象数据（1981年至2010年）                      | 喀什市气象数据（1981年至2010年） | 喀什市气象数据（1981年至2010年） | 喀什市气象数据（1981年至2010年） | 喀什市气象数据（1981年至2010年） | 喀什市气象数据（1981年至2010年） | 喀什市气象数据（1981年至2010年） | 喀什市气象数据（1981年至2010年） | 喀什市气象数据（1981年至2010年） | 喀什市气象数据（1981年至2010年） | 喀什市气象数据（1981年至2010年） | 喀什市气象数据（1981年至2010年） | 喀什市气象数据（1981年至2010年） | 喀什市气象数据（1981年至2010年） |
| 月份                                                  | 1月                              | 2月                              | 3月                              | 4月                              | 5月                              | 6月                              | 7月                              | 8月                              | 9月                              | 10月                             | 11月                             | 12月                             | 全年                             |
| ----------------------------------------------------- | -------------------------------- | -------------------------------- | -------------------------------- | -------------------------------- | -------------------------------- | -------------------------------- | -------------------------------- | -------------------------------- | -------------------------------- | -------------------------------- | -------------------------------- | -------------------------------- | -------------------------------- |
| 历史最高温 °C（°F）                                   | 18.9 (66.0)                      | 19.8 (67.6)                      | 29.2 (84.6)                      | 34.1 (93.4)                      | 34.5 (94.1)                      | 38.2 (100.8)                     | 38.2 (100.8)                     | 39.2 (102.6)                     | 35.0 (95.0)                      | 30.6 (87.1)                      | 25.2 (77.4)                      | 19.2 (66.6)                      | 39.2 (102.6)                     |
| 平均高温 °C（°F）                                     | 0.6 (33.1)                       | 6.1 (43.0)                       | 14.5 (58.1)                      | 22.4 (72.3)                      | 26.7 (80.1)                      | 30.3 (86.5)                      | 32.0 (89.6)                      | 30.9 (87.6)                      | 26.6 (79.9)                      | 20.0 (68.0)                      | 11.2 (52.2)                      | 2.3 (36.1)                       | 18.6 (65.5)                      |
| 日均气温 °C（°F）                                     | −4.8 (23.4)                      | 0.4 (32.7)                       | 8.5 (47.3)                       | 15.7 (60.3)                      | 20.1 (68.2)                      | 23.8 (74.8)                      | 25.6 (78.1)                      | 24.4 (75.9)                      | 19.6 (67.3)                      | 12.5 (54.5)                      | 4.4 (39.9)                       | −2.8 (27.0)                      | 12.3 (54.1)                      |
| 平均低温 °C（°F）                                     | −9.6 (14.7)                      | −4.9 (23.2)                      | 2.6 (36.7)                       | 8.9 (48.0)                       | 13.4 (56.1)                      | 16.8 (62.2)                      | 18.8 (65.8)                      | 17.6 (63.7)                      | 12.5 (54.5)                      | 5.4 (41.7)                       | −1.4 (29.5)                      | −7.0 (19.4)                      | 6.1 (43.0)                       |
| 历史最低温 °C（°F）                                   | −22.3 (−8.1)                     | −21.8 (−7.2)                     | −10 (14)                         | −3.6 (25.5)                      | 3.7 (38.7)                       | 6.8 (44.2)                       | 7.9 (46.2)                       | 9.4 (48.9)                       | 3.2 (37.8)                       | −3.8 (25.2)                      | −11.1 (12.0)                     | −21.4 (−6.5)                     | −22.3 (−8.1)                     |
| 平均降水量 mm（）                                     | 2.7 (0.11)                       | 3.7 (0.15)                       | 7.2 (0.28)                       | 5.1 (0.20)                       | 11.2 (0.44)                      | 9.1 (0.36)                       | 9.2 (0.36)                       | 7.7 (0.30)                       | 6.3 (0.25)                       | 5.5 (0.22)                       | 2.1 (0.08)                       | 1.6 (0.06)                       | 71.4 (2.81)                      |
| 平均降水天数（≥ 0.1 mm）                              | 2.2                              | 2.1                              | 2.3                              | 1.6                              | 2.9                              | 3.5                              | 3.7                              | 3.7                              | 2.5                              | 1.1                              | 0.6                              | 1.7                              | 27.9                             |
| 平均相對濕度（％）                                    | 66                               | 56                               | 45                               | 38                               | 40                               | 40                               | 43                               | 48                               | 53                               | 56                               | 60                               | 69                               | 51                               |
| 月均日照時數                                          | 154.9                            | 160.1                            | 184.5                            | 213.7                            | 255.6                            | 304.3                            | 312.2                            | 287.5                            | 259.4                            | 239.9                            | 196.2                            | 158.0                            | 2,726.3                          |
| 可照百分比                                            | 52                               | 53                               | 50                               | 54                               | 58                               | 68                               | 69                               | 68                               | 70                               | 69                               | 65                               | 54                               | 61.5                             |
| 来源：中国气象局（1971−2000年间的降水天数和日照数据） |                                  |                                  |                                  |                                  |                                  |                                  |                                  |                                  |                                  |                                  |                                  |                                  |                                  |

## 政治

### 现任领导
| 机构     | · 中国共产党 · 喀什地区委员会 · | 新疆维吾尔自治区人民代表大会 常务委员会 喀什地区工作委员会 | 新疆维吾尔自治区人民政府 喀什地区行政公署 | · 中国人民政治协商会议 · 新疆维吾尔自治区委员会 · 喀什地区工作委员会 |
| 职务     | 书记                            | 主任                                                       | 专员                                      | 主任                                                                 |
| -------- | ------------------------------- | ---------------------------------------------------------- | ----------------------------------------- | -------------------------------------------------------------------- |
| 姓名     | 聂壮                            | 吐逊·肉孜                                                  | 艾尼瓦尔·吐尔逊                           | 古丽娜·肉孜（女）                                                    |
| 民族     | 汉族                            | 维吾尔族                                                   | 维吾尔族                                  | 维吾尔族                                                             |
| 籍贯     | 江西省丰城市                    | 新疆维吾尔自治区库车市                                     | 新疆维吾尔自治区托克逊县                  | 新疆维吾尔自治区和田市                                               |
| 出生日期 | 1972年3月（53歲）               | 1963年4月（61—62歲）                                       | 1967年6月（57歲）                         | 1974年2月（51歲）                                                    |
| 就任日期 | 2022年6月                       | 2021年5月                                                  | 2021年4月                                 | 2020年1月                                                            |

### 行政区划
喀什地区下辖1个县级市、10个县、1个自治县。
- 县级市：喀什市
- 县：疏附县、疏勒县、英吉沙县、泽普县、莎车县、叶城县、麦盖提县、岳普湖县、伽师县、巴楚县
- 自治县：塔什库尔干塔吉克自治县

塔什库尔干塔吉克自治县和叶城县南部地区为中巴边界协定的喀喇昆仑走廊。

## 人口
2022年末，全区常住人口450.69万人，其中，城镇常住人口149.25万人。全年出生人口3.44万人，出生率7.64‰；死亡人口2.55万人，死亡率为5.66‰；自然增长率为1.98‰。
根据2020年第七次全国人口普查，全区常住人口为4,496,377人。同第六次全国人口普查的3,979,321人相比，十年共增加了517,056人，增长12.99%，年平均增长率为1.23%。其中，男性人口为2,244,305人，占总人口的49.91%；女性人口为2,252,072人，占总人口的50.09%。总人口性别比（以女性为100）为99.66。0－14岁的人口为1,398,715人，占总人口的31.11%；15－59岁的人口为2,715,590人，占总人口的60.4%；60岁及以上的人口为382,072人，占总人口的8.5%，其中65岁及以上的人口为257,122人，占总人口的5.72%。居住在城镇的人口为1,418,444人，占总人口的31.55%；居住在乡村的人口为3,077,933人，占总人口的68.45%。

### 民族
截止2010年，全區總人口共布397.94萬人，境內民族包括維吾爾族、漢族、塔吉克族、回族、柯爾克孜族、烏孜別克族、蒙古族等31個民族。
| 民族名称                | 维吾尔族 | 汉族   | 塔吉克族 | 柯尔克孜族 | 回族 | 乌孜别克族 | 哈萨克族 | 蒙古族 | 壮族 | 藏族 | 其他民族 |
| ----------------------- | -------- | ------ | -------- | ---------- | ---- | ---------- | -------- | ------ | ---- | ---- | -------- |
| 人口数                  | 3606779  | 318281 | 40111    | 5528       | 4816 | 2050       | 306      | 234    | 234  | 158  | 824      |
| 占总人口比例（%）       | 90.64    | 8.00   | 1.01     | 0.14       | 0.12 | 0.05       | 0.01     | 0.01   | 0.01 | 0.00 | 0.02     |
| 占少数民族人口比例（%） | 98.52    | ---    | 1.10     | 0.15       | 0.13 | 0.06       | 0.01     | 0.01   | 0.01 | 0.00 | 0.02     |

## 经济
中华人民共和国国家发展和改革委员会2010年初发布《关于2009年西部大开发进展情况和2010年工作安排的通知》，表示2010年将推动广西东兴市、云南瑞丽市、新疆喀什地区、内蒙古满洲里市等为沿边经济特区。2010年5月新疆工作座谈会议在北京召开，设立喀什经济特区，率先在新疆进行资源税费改革。5年后全区人均GDP将达全国平均水平。
2023年喀什地区完成生产总值1508.35亿元、同比增长6.4%，其中：一产增加值493.14亿元，二产增加值299.34亿元，三产增加值715.87亿元，分别同比增长6.5%、7.6%、5.8%。全地区规上工业增加值61.11亿元、同比增长21%，固定资产投资720.23亿元、同比增长7.4%，限额以上社会消费品零售总额120.39亿元、同比增长26.8%。一般公共预算收入完成86.43亿元、同比增长16.1%。外贸进出口总值836.77亿元、同比增长71.2%。

## 特产
喀什噶尔石榴：中国地理标志产品。

## 全国重点文物保护单位
- 阿巴和加麻札（香妃墓）
- 莫尔寺遗址
- 石头城遗址
- 艾提尕尔清真寺
- 麻赫穆德·喀什噶里墓
- 叶尔羌汗国王陵
- 莎车加满清真寺

## 外部連結
- 喀什政府信息網（页面存档备份，存于）